# Jolene (álbum)
Jolene es el decimotercer álbum de estudio de la cantautora estadounidense Dolly Parton. Fue publicado en febrero de 1974 a través de RCA Records.

## Recepción de la crítica
Un escritor no especificado de Record World describió Jolene como “simplemente una increíble selección de éxitos entregados a la perfección”. Un escritor no especificado de la revista Billboard comentó: “Con el título tomado de su último sencillo exitoso, Dolly se dedica a grabar muchos otros–éxitos, eso es. Quizás haya cinco o seis aquí que podrían valerse por sí solos. incluida la balada excepcional, «Lonely Coming Down». La mayor parte de la escritura es suya, como siempre, y eso siempre es algo positivo”.

## Créditos y personal
Créditos adaptados desde las notas de álbum de Jolene.
Personal técnico
- Bob Ferguson – productor
- Tom Pick – ingeniero de audio
- Roy Shockley – técnico de estudio
- Hope Powell – fotografía
- Herb Burnette – director artístico

## Posicionamiento

### Gráfica semanal
| Gráfica (1974)                               | Pico de posición |
| -------------------------------------------- | ---------------- |
| Estados Unidos (Billboard Hot Country LPs)   | 6                |
| Estados Unidos (Cash Box Top Country Albums) | 3                |

### Gráfica de fin de año
| Gráfica (1974)                               | Pico de posición |
| -------------------------------------------- | ---------------- |
| Estados Unidos (Billboard Hot Country LPs)   | 35               |
| Estados Unidos (Cash Box Top Country Albums) | 50               |

## Certificaciones y ventas
| País                  | Certificación | Ventas  |
| --------------------- | ------------- | ------- |
| Australia (ARIA)      | 3× Platino    | 210 000 |
| Estados Unidos (RIAA) | Oro           | 500 000 |